# Йоганн Вахтер
Йоганн «Ганс» Вахтер (нім. Johann "Hans" Wachter; 24 листопада 1912 — 12 грудня 1944) — німецький офіцер, оберштурмфюрер СС. Кавалер Німецького хреста в золоті.
Член НСДАП (партійний квиток №1 477 809) і СС (посвідчення №85 159). Загинув у бою на Західному фронті.

## Нагороди
- Німецька імперська відзнака за фізичну підготовку в бронзі
- Спортивний знак СА в бронзі
- Відзнака Німецької асоціації порятунку життя в сріблі
- Медаль «За вислугу років у Вермахті» 4-го класу (4 роки)
- Медаль «У пам'ять 13 березня 1938 року»
- Медаль «У пам'ять 1 жовтня 1938»
- Залізний хрест
  - 2-го класу (15 травня 1941)
  - 1-го класу (24 вересня 1941)
- Нагрудний знак «За поранення» в чорному (16 січня 1942)
- Нагрудний знак «За танкову атаку» в сріблі (21 лютого 1942)
- Медаль «За зимову кампанію на Сході 1941/42» (30 серпня 1942)
- Орден Корони Румунії, командорський хрест (20 вересня 1942)
- Німецький хрест в золоті (6 травня 1943) — як унтерштурмфюрер СС і командир взводу 3-ї роти протитанкового дивізіону СС танкового-гренадерської дивізії СС «Лейбштандарт СС Адольф Гітлер»; представлений Йозефом Дітріхом.